# Molophilus (Molophilus) tanypus
Molophilus (Molophilus) tanypus is een tweevleugelige uit de familie steltmuggen (Limoniidae). De soort komt voor in het Australaziatisch gebied.